# Brometo de estrôncio
Brometo de estrôncio é um composto químico inorgânico, que corresponde ao sal de estrôncio do ácido bromídrico. Sua fórmula é SrBr2. 
A substância pura (anidro) tem número CAS 10476-81-0 e o hexahidrato 7789-53-9.

## Propriedades

### Formas hidratadas e solubilidade
Na temperatura ambiente apresenta-se normalmente na forma hexahidratada SrBr2•6H2O. A forma dihidratada SrBr2•H2O ocorre a 89 °C, pela perda de água de cristalização. A forma anidra forma-se através da calcinação a 180 °C. Se dissolvido em etanol este forma cristais que podem ser descritos através da fórmula: 2·SrBr2 • 5·C2H5OH.
A solubilidade em água aumente de acordo com a temperatura: a 0 °C dissolvem-se 852 g SrBr2 em 1 L H2O, a 25 °C 1070 g e a 100 °C 2225 g.

### Estrutura cristalina
A forma desidratada solidifica no sistema cristalino ortorrômbico e grupo de espacial Pnma, com parâmetros de rede a=920 pm, b=1142 pm e c=430 pm. Na célula unitária encontram-se quatro moléculas.
A forma hexahidratada solidifica no sistema cristalino trigonal e grupo de espacial P321, com parâmetros de rede a=822 pm e c=416 pm. Na célula unitária encontra-se uma molécula.

### Apresentação
Na temperatura ambiente é um sal que se apresenta como um pó branco, inodoro e cristalino (cristais hexagonais) não é inflamável e tem um amargo sabor salgado. É muito delisquescente. Brometo de estrôncio, como diversos outros compostos deste elemento, quando submetido ao teste da chama produz brilho vermelho.

### Toxidade
Como diversos outros compostos de estrôncio, é tóxico com IPR-RAT DL50 1000 mg/kg.
É irritante aos olhos, pouco perigoso por inalação, mas perigoso por ingestão.

## Síntese
Brometo de estrôncio pode ser obtido através de formação de sal a partir de hidróxido de estrôncio e brometo de hidrogênio:
{\displaystyle \mathrm {Sr(OH)_{2}+2\ HBr\longrightarrow SrBr_{2}+2H_{2}O} }
Também a partir de carbonato de estrôncio e carbeto de estrôncio:
{\displaystyle \mathrm {SrCO_{3}+2\ HBr\longrightarrow SrBr_{2}+H_{2}O+CO_{2}\uparrow } }

## Aplicações
Brometo de estrôncio (assim como os outros sais de ácido hidribromídrico LiBr, KBr, etc) provoca efeito tranquilizante no sistema nervoso central. A aplicação como sedativo é hoje em dia obsoleta.